# Le Mesnil-Raoult
Le Mesnil-Raoult è un comune francese di 382 abitanti situato nel dipartimento della Manica nella regione della Normandia.

## Società

### Evoluzione demografica
Abitanti censiti